# Procatopodinae
Procatopodinae é uma subfamília da família Poeciliidae, os "vivíparos", da ordem Cyprinodontiformes. Algumas autoridades tratam esta subfamília como uma família, os Procatopodidae, incluindo o lampeye bandado.

## Subdivisões
A subfamília Procatopodinae é dividida em duas tribos e 11 géneros:
- Tribo Fluviphylacini Roberts, 1970
  - Fluviphylax Whitley, 1920
- Tribo Procatopodini Fowler, 1916
  - Aapticheilichthys Huber, 2011
  - Micropanchax Myers, 1924
  - Lacustricola Myers, 1924
  - Poropanchax Clausen, 1967
  - Platypanchax Ahl, 1928
  - Lamprichthys Regan 1911
  - Pantanodon Myers, 1955
  - Hypsopanchax Myers, 1924
  - Procatopus Boulenger, 1904
  - Plataplochilus Ahl, 1928
  - Rhexipanchax Huber, 1999